# Cámara de Estados
La Cámara de Estados (en alemán: Länderkammer) fue uno de los dos órganos legislativos  de la República Democrática Alemana entre 1949 y 1952, momento en que el organismo se vio en gran medida marginado, cuando los cinco Länder (estados) de Alemania Oriental se suprimieron y se sustituyeron por regiones administrativas más pequeñas. La Cámara de Estados fue abolida oficialmente el 8 de diciembre de 1958. La otra cámara, que continuó existiendo hasta la reunificación alemana en 1990, fue la Cámara del Pueblo (Volkskammer).
Actualmente, en la República Federal de Alemania la expresión "Länderkammer" se utiliza a veces para hacer referencia al Bundesrat.

## Historia
Después de 1945, la administración militar soviética estableció los cinco Estados federados que luego constituirían la República Democrática Alemana (RDA): Mecklemburgo-Pomerania Occidental, Brandemburgo, Sajonia, Sajonia-Anhalt y Turingia.
En la práctica, debido al centralismo democrático del Partido Socialista Unificado de Alemania (SED), la RDA se desarrolló rápidamente con fuertes tendencias centralistas. Sin embargo, inicialmente funcionó la Cámara de Estados, en el que estaban representados los cinco estados que existían dentro de la RDA. La Cámara de Estados, teóricamente, tenía la facultad de presentar proyectos de ley y de vetar las leyes propuestas por la Volkskammer, a pesar de que una nueva votación en esta podría revocar un veto. No obstante, la Länderkammer nunca hizo uso de su derecho a veto.

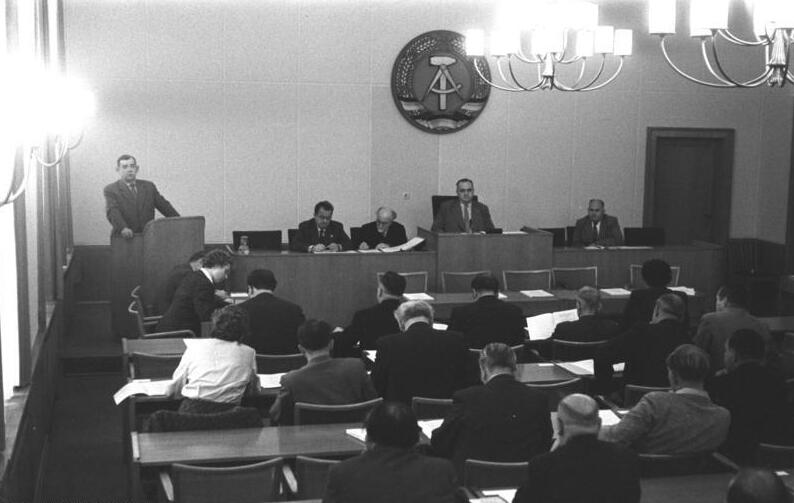
Una reunión de la Länderkammer en 1958. El ministro del Interior, Karl Maron, en el atril.

De acuerdo con la Constitución de la Alemania del Este, además de la Cámara del Pueblo, se formó una "Cámara de Territorios provisional". Los cincuenta miembros de la Cámara iban a ser determinados por las asambleas en los distintos Estados federados, de acuerdo con las membresías de estas asambleas. Sajonia envió 13 delegados, Sajonia-Anhalt y Turingia 10 cada uno, Brandeburgo nueve, y Mecklemburgo-Pomerania Occidental siete. Berlín Oriental envió 13 delegados, pero no tuvieron derecho de voto debido a que Berlín en su conjunto seguía siendo territorio legalmente ocupado (un acuerdo similar existió para Berlín Occidental, en el que los delegados de la ciudad no tenían derecho a voto en el Bundestag y el Bundesrat).
En 1952, la Cámara de Territorios fue abolida. La Cámara de Estados se mantuvo operativa, pero progresivamente se vio relegada en sus funciones. Desde que los cinco parlamentos estatales ya no podían reunirse para elegir a los miembros de la Cámara de Estados, los delegados de cada Land fueron elegidos mediante una reunión especial de las Asambleas de Distritos (Bezirkstage) de cada estado federado. Los miembros de la Cámara de Estados elegidos en 1958 fueron elegidos directamente por su respectivo Bezirkstage. 
Finalmente, la Volkskammer abolió la Cámara de Estados en 8 de diciembre de 1958.

## Organización

### Presidentes

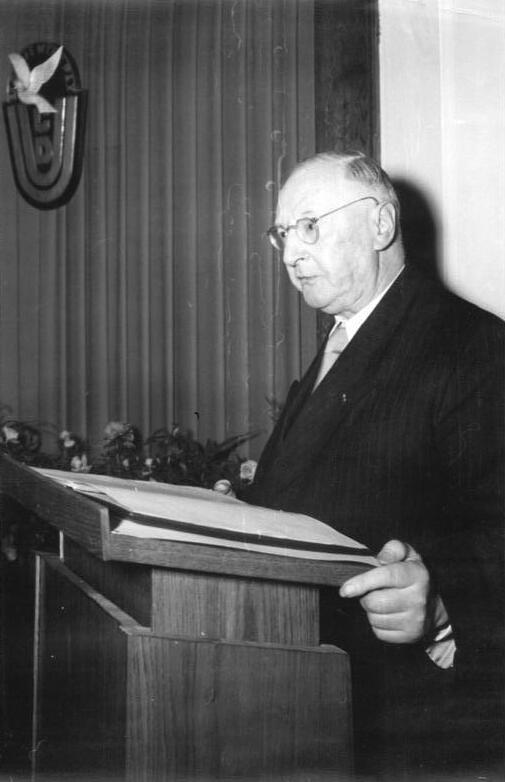
Reinhold Lobedanz, hacia 1953.

| Nombre            | Periodo     | Partido                   |
| ----------------- | ----------- | ------------------------- |
| Reinhold Lobedanz | 1949 – 1955 | Unión Demócrata Cristiana |
| August Bach       | 1955 – 1958 | Unión Demócrata Cristiana |

### Vicepresidentes
| Nombre            | Periodo     | Partido |
| ----------------- | ----------- | ------- |
| August Fröhlich   | 1950 – 1958 | SED     |
| Hans Luthardt     | 1950 – 1958 | NDPD    |
| Erich Hagemeier   | 1950 - 1954 | LDPD    |
| Dr. Karl Mühlmann | 1954 - 1958 | LDPD    |
| Max Suhrbier      | 1958        | LDPD    |
| Diedrich Besler   | 1950 - 1954 | DBD     |
| Albert Rödiger    | 1954 - 1958 | DBD     |